# Petr Zdvihal
Petr Zdvihal mladší (* 26. září 1973 Pardubice) je český houslista, koncertní mistr Symfonického orchestru Českého rozhlasu a primárius Heroldova kvarteta. Jeho otec, Petr Zdvihal st. (*1949), byl koncertním mistrem v Komorní filharmonii Pardubice a jeho žena Radka Zdvihalová je varhanice.

## Životopis
Petr Zdvihal (mladší) je absolvent pardubické konzervatoře z houslové třídy prof. Vladimíra Kulíka a HAMU v Praze od prof. Václava Snítila. Zúčastnil se také mistrovských kurzů prof. Alberta Lysyho ve Švýcarsku. Jako sólista vystupoval již s více než patnácti orchestry v České republice, Německu a Španělsku. V současnosti je koncertním mistrem Symfonického orchestru Českého rozhlasu a primáriem Heroldova kvarteta.

## Ocenění
- Vítěz Mezinárodní soutěže "Beethovenův Hradec", kde získal i cenu za nejlepší provedení Beethovenovy skladby
- Cena Českého spolku pro komorní hudbu pro rok 2001